# Sabina (region)
 For alternative betydninger, se Sabina. (Se også artikler, som begynder med Sabina)
Sabina er en historisk region i Sabinerbjergene i den italienske bjergkæde Appenninerne. Navnet henviser til folket sabinerne, som var en delstamme af de indoeuropæiske samnitere, der levede i regionen i antikken. Området tilhører i dag hovedsageligt Provincia di Rieti i regionen Lazio. Andre dele tilhører det sydlige Umbrien (Cascia, Amelia, Narni, Accumoli og Norcia) såvel som regionen Abruzzo.